# 공정경쟁규약
공정경쟁규약(公正競争規約)은 일본의 법률 중 하나이며, 부당경품류 및 부당표시방지법 (경품표시법) 제12조의 규정에 기하여, 사업자 또는 사업자단체가 경품류 또는 표시에 관한 사항에 있어서, 공정거래위원회와 소비자청의 인정을 얻어, 공정한 경쟁을 확보하기 위해 제정하는 자주규제 규정이다. 인정은 공청회를 거쳐 공정거래위원회 고시를 통해 시행한다.
경품류에 관한 공정경쟁규약의 경우, 실제로는 해당 업종에 속한 대부분의 사업자가 경품부 판매의 자주 규제를 정하고, 이것이 공정거래위원회에 의해 공정경쟁규약으로서 인정된 때에는, 합하여 업종별 경품제한고시가 되는 경우가 많다.
2004년 7월 1일 기준으로, 공정경쟁규약은 105건 제정되었는데, 경품관계는 40건 (식품 18건, 기타 22건), 표시 관계는 65건 (식품 33건, 기타 32건)이다.
또한, 공정경쟁규약을 운용하는 업계단체로서, 공정거래협의회가 설치되어 있다.